# 중앙분리대

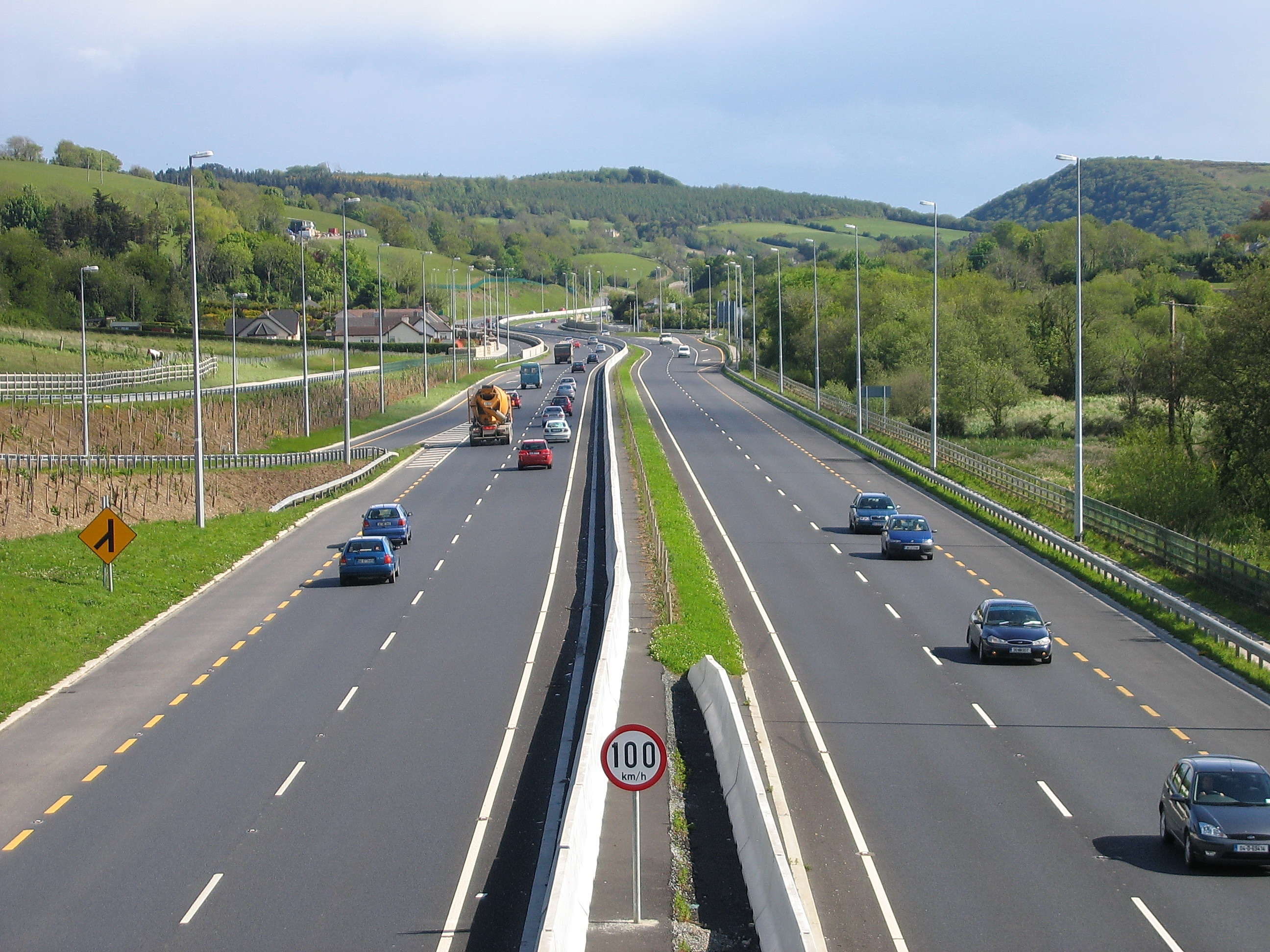
아일랜드 더블린 인근의 콘크리트형 중앙분리대.

중앙분리대(中央分離臺, median strip)는 왕복 4차선 이상의 도로에서 차량의 주행차선을 분리하고 안전성을 위하여 도로의 중앙을 분리하는 시설을 얘기한다. 보통 고속도로, 자동차전용도로, 고속화도로 등 주요한 간선도로에 설치되며, 일정한 폭 이상의 시내 도로에 설치되는 경우도 있다. 대표적인 형태로 콘크리트형 중앙분리대, 가드레일형 중앙분리대, 화단형 중앙분리대가 있다. 화단형 중앙분리대의 경우 중앙분리대의 공간에 나무나 꽃 등의 식물을 심어서 키우기도 한다. 차량의 고속주행을 위한 전용도로가 아니면 중앙분리대의 중간을 끊어서 차량의 좌회전과 회전을 가능하게 하기도 한다. 또한 중앙분리대의 공간에 자전거전용도로나 철도를 설치하기도 한다.

## 같이 보기
- 휴게소
- 도로표시
- 갓길